# Sarota harveyi
Sarota harveyi is een vlindersoort uit de familie van de prachtvlinders (Riodinidae), onderfamilie Riodininae.
Sarota harveyi werd in 1998 beschreven door Hall, J.